# Robert Vonnoh
Robert William Vonnoh (Hartford, 17 settembre 1858 – Nizza, 28 dicembre 1933) è stato un pittore statunitense.
Vonnoh viene considerato uno dei pionieri dell'impressionismo negli Stati Uniti. Sebbene sia stato giudicato un pittore accademico, la sua arte viene apprezzata per la sua grazia e delicatezza.

## Biografia
Robert Vonnoh nacque ad Hartford, nel Connecticut, nel 1858 da genitori tedeschi. Suo padre morì durante la guerra civile americana, quando Robert aveva solo cinque anni. Nel 1872, Robert iniziò a lavorare in un'azienda litografica e frequentò le lezioni serali con Charles Callahan Perkins e Walter Smith.
In seguito studiò alla Massachusetts Normal Art School di Boston, che gli permise di partecipare alla grande Esposizione di Filadelfia del 1876. Nel 1881 Vonnoh si iscrisse ai corsi dell'Académie Julian di Parigi sotto la direzione dei pittori Jules Joseph Lefebvre e Gustave Boulanger.
Dopo essere tornato negli USA, Vonnoh insegnò alla Cowles Art School (1884-1885) e alla School of the Museum of Fine Arts at Tufts (1883-1887). Dopo essersi sposato nel 1886 con Grace D. Farrell, si trasferì in Francia durante l'anno seguente e frequentò il circolo di artisti di Grez-sur-Loing. Ritornò a Boston nel 1891 e insegnò alla Pennsylvania Academy of the Fine Arts per cinque anni. Durante la Fiera Colombiana di Chicago, furono esposti alcuni dei dipinti realizzati dall'artista.
Nel 1899, Vonnoh si sposò una seconda volta con la scultrice Bessie Potter Vonnoh. Trascorse intanto diverse estati nella colonia di artisti di Old Lyme e visse a New York. Partecipò anche alla Expo 1900 di Parigi e all'Esposizione panamericana di Buffalo (1901). Nel 1906, Vonnoh divenne membro dell'American Academy of the Fine Arts. Nel 1907, tornò a Grez-sur-Loing e vi rimase per quattro anni. Nel 1910 partecipò a diverse mostre di Monaco e Berlino. Ritornato a New York nel 1911, lavorò come ritrattista, partecipò alla PPIE del 1915 e tornò a insegnare presso la Pennsylvania Academy dal 1918 al 1920.
Nel 1922 Vonnoh si stabilì definitivamente in Francia. Morì a Nizza nel 1933 e fu sepolto nel cimitero di Duck River di Old Lyme, nel Connecticut.
Durante la sua vita realizzò oltre cinquecento dipinti.

## Galleria d'immagini

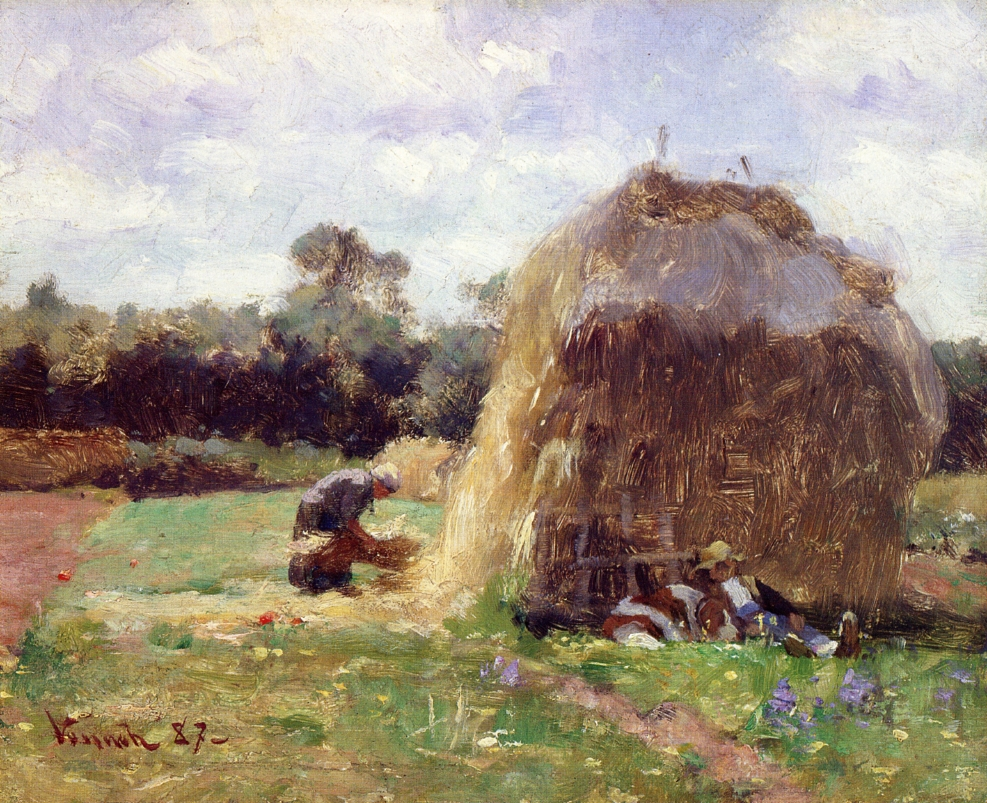
La Sieste (1887)
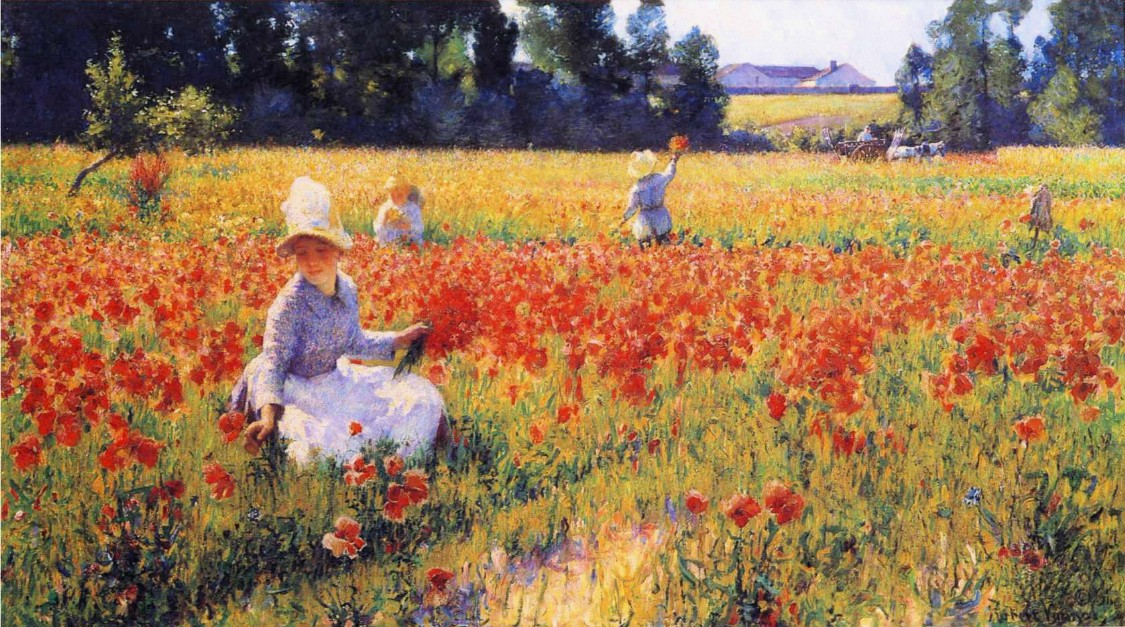
Coquelicots (1890)
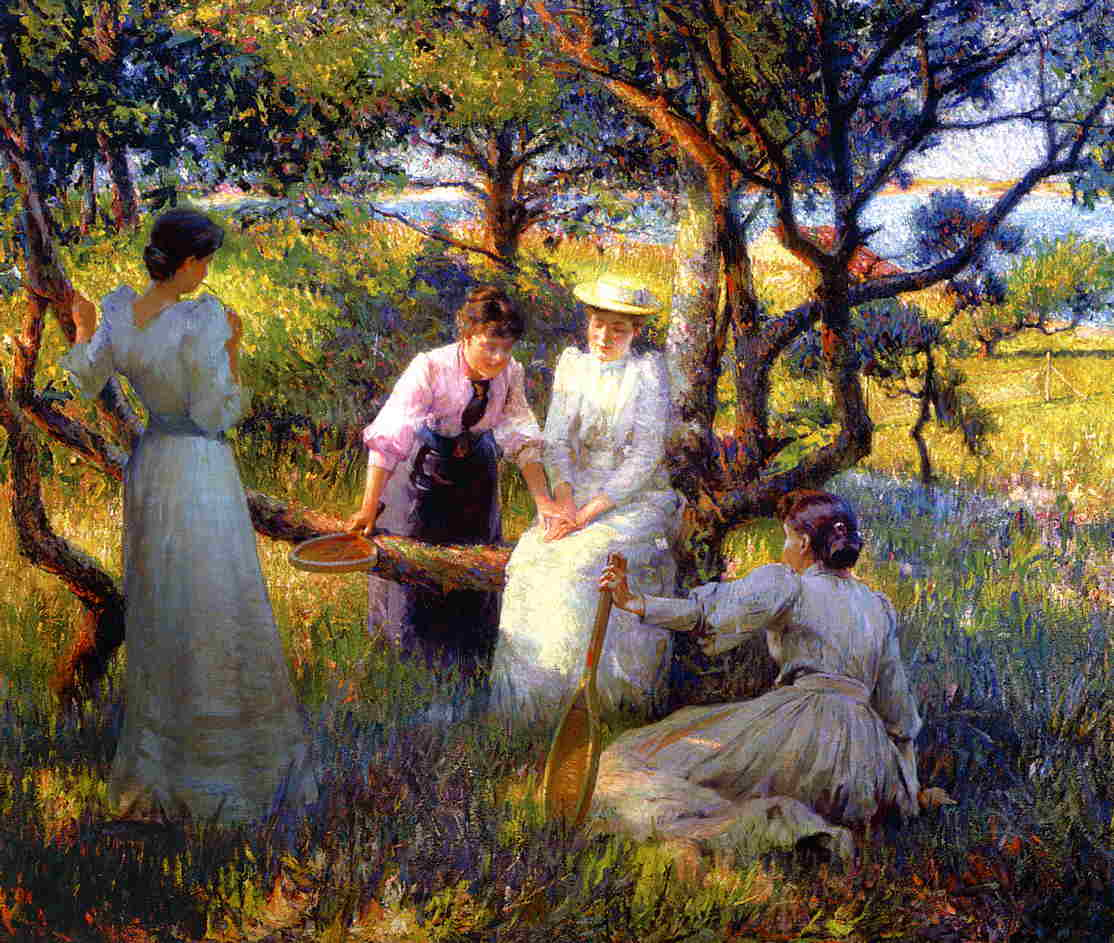
The Ring (1892)
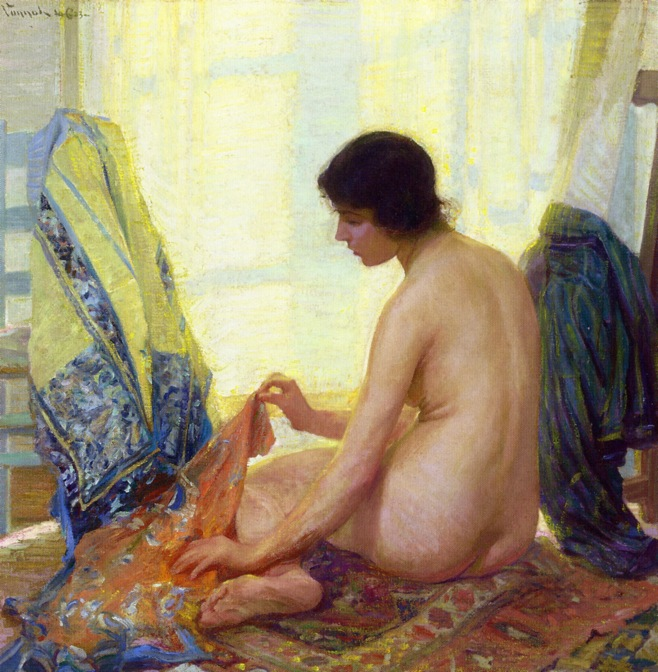
Leah (1923)